# Samo moj
Samo moj è un singolo della cantante bulgara Andrea, pubblicato il 15 luglio 2008 come secondo estratto dall'album in studio Men si tarsil.
Il singolo ha visto la partecipazione di Costi Ioniță.